# غول الذراع (القريشية)

تعديل مصدري - تعديل

غول الذراع هي إحدى قرى عزلة قيفه آل محن يزيد بمديرية القريشية التابعة لمحافظة البيضاء، بلغ تعداد سكانها 866 نسمة حسب تعداد اليمن لعام 2004.